# Брандт, Николай Борисович
Никола́й Бори́сович Бра́ндт (1923—2015) — советский и российский физик, специалист в области физики твёрдого тела, сверхпроводимости.
Николай Борисович Брандт — соавтор более 580 научных статей, 30 изобретений, 8 учебников и монографий, изданных в как России, так и за рубежом, двух крупных открытий, внесенных в государственный реестр открытий СССР, . Лауреат Государственной премии СССР (1982), Государственной премии Российской Федерации (1995), а также двух Ломоносовских премий первой степени. Его работы получили международное признание, журнал «Current Comments» назвал его в числе первых 25 физиков России, работы которых наиболее часто цитируются в мировой литературе (3220 ссылок, индекс Хирша — 25).

## Биография
Николай Борисович происходит из династии Брандтов, выходцев из Голландии. Его пра-…-прадед — корабельный мастер Карштен Брандт, которого Пётр I пригласил в 1711 г. в Россию для организации кораблестроения. Вскоре он построил первый в России корабль — ботик Петра Великого, воспетый А. С. Пушкиным («Брандтов челн») в одном из своих стихотворений.
Николай Борисович Брандт родился 28 апреля 1923 года в Москве, в семье военнослужащих. Отец Николая Борисовича — Брандт Борис Николаевич (1887—1938), служил в российской армии, был выдающимся специалистом военно-инженерного дела. Окончил две военные академии: петербургскую и берлинскую, участвовал в Первой мировой войне. Укрепления, которые он создал на дальних подступах к Петербургу в районе Красной Горки, оказались непреодолимыми для германских войск. Эта система укреплений вошла во все классические учебники мира по фортификации. После Октябрьской революции добровольно вступил в Красную Армию, стал одним из организаторов военно-инженерных войск. В годы Гражданской войны возглавлял инженерную службу 1-й революционной армии. В мирные годы, выйдя в отставку, занимался научной работой, преподавал механику и сопромат в Станкине и Академии имени В. М. Молотова в Москве. В 1938 году по доносу был необоснованно арестован и расстрелян. Реабилитирован в 1954 году. Мать Николая Борисовича — Брандт (Парфенова) Александра Васильевна (1895 −1977), медсестра в Царской армии, вместе с мужем участвовала в боевых походах и операциях.
Учился в московской средней школе № 528, был отличником, неоднократно побеждал на олимпиадах по физике. Школу окончил с аттестатом в золотой каемочке (золотых медалей тогда не было). 22 июня 1941 года в день нападения Германии на Советский Союз, Николай решил добровольно вступить в ряды защитников страны. Однако из-за отца военкомат ему отказал. Тогда Николай поступил работать на военный завод.

### Военные годы
В декабре 1941 года Николай получил направление в отдельный комсомольский лыжный батальон. Вскоре батальон отправился на фронт. Первый бой состоялся в районе Можайска. Батальон понёс большие потери. Николай Брандт был контужен и ранен осколком мины в ногу.
После госпиталя его направили в Коломну, где формировался запасной стрелковый полк. Окончив полковую школу и получив звание сержанта, направился в Рязань для обучения в пехотном училище. Летом 1942 года он стал лейтенантом, был оставлен в училище командиром курсантского взвода.
В 1943 году Брандт участвовал в формировании чехословацкой бригады и румынского корпуса в Селецких лагерях (Рязанская область), где формировались соединения и части Войска Польского. После короткого обучения польскому языку его направили заместителем командира батальона в офицерскую школу Войска польского. Осенью 1944-го Николай Брандт в составе 1-й армии Войска Польского отправился на фронт. Он уже был капитаном и командовал стрелковым батальоном. Участвовал в боях за освобождение Перемышля, затем Кракова. Был ранен, но все обошлось благополучно. Весной 1945 года воевал в восточной Германии, закончил войну в немецком городе Бейтен. За проявленное мужество в боях награждён двумя польскими орденами — Серебряным «Крестом 3аслуги» и Крестом Грюнвальда, несколькими медалями, в 1987 году — орденом Отечественной войны II степени.
Ему прочили блестящую военную карьеру, но он мечтал об учёбе. Николай Брандт обратился с письмом к Президенту АН СССР академику С. И. Вавилову. Сергей Иванович сказал, что есть приказ (в связи с атомной проблемой), разрешающий Академии демобилизовать из армии 50 специалистов. Николая Борисовича включили в этот список, и осенью 1946 года он стал студентом Московского Государственного Университета имени М. В. Ломоносова.

### Физический факультет МГУ
Осенью 1946 года Николай Брандт стал студентом физического факультета Московского государственного университета имени М. В. Ломоносова, с этой поры вся его жизнь и деятельность теснейшим образом стала связана с Московским университетом. Здесь он получил диплом о высшем образовании, прошел все ступени научной иерархии: аспирант, младший научный сотрудник, старший научный сотрудник, доцент, профессор. Защитил диссертацию кандидата, а затем и доктора физико-математических наук, стал заведующим кафедрой, заведующим отделением физики твёрдого тела.

## Научные достижения и педагогическая деятельность
Николай Борисович являлся основоположником нового научного направления в физике твердого тела: исследования комбинированного воздействия сильных магнитных и электрических полей, высокого давления, анизотропных деформаций, радиации и примесей на энергетические спектры веществ при низких и сверхнизких температурах. Для проведения исследований были разработаны уникальные методики, позволяющие проводить измерения электрических, гальваномагнитных и магнитных свойств веществ в сильных импульсных магнитных (до 900 тыс. эрстед) и электрических полях, исследовать вещества при давлениях до 300 тысяч атмосфер при низких и сверхнизких температурах, создавать сильные анизотропные деформации кристаллов без их разрушения. Такими возможностями на протяжении десятилетий не располагала ни одна лаборатория в мире. Под его руководством и при личном участии был выполнен ряд крупных циклов работ, в частности:
Открыты фазовые переходы в магнитном поле: металл — диэлектрик, диэлектрик — металл.
Открыты бесщелевое состояние вещества и стационарно существующие экситонные фазы (открытие № 156, 1975).
Открыты электронно-топологические фазовые переходы 2,5 рода под действием упругих деформаций (открытие № 238, 1980).
Открыт эффект квантования магнитного потока в тонких металлических цилиндрах. Этот цикл работ отмечен Государственной премией СССР (1982).
В области фундаментальных исследований энергетического спектра узкозонных полупроводников открыт новый класс фоточувствительных в ИК-области спектра (3-240мкм) радиационно стойких материалов с огромными временами жизни (до 10 сек) неравновесных электронов в зоне проводимости (премия Минвуза СССР, 1986); разработан способ гашения остаточной фотопроводимости за время 10-5 сек и созданы опытные образцы фотоприемников, превосходящие по своим параметрам известные до сих пор. Этот цикл работ отмечен Золотой медалью им. П. Н. Лебедева АН СССР (1991) и Государственной премией РФ (1995).
Проведены комплексные исследования явления сверхпроводимости. Открыт новый класс сверхпроводящих соединений, образованных несверхпроводящими компонентами (премия им. Папалекси АН СССР, 1954). Впервые проведены исследования свойств сверхпроводников при давлениях до 300 кбар при низких и сверхнизких температурах (Ломоносовская премия МГУ 1-й степени, 1968). Открыты новые сверхпроводящие модификации ряда элементов и показана возможность монотонного исчезновения сверхпроводимости при повышении давления.
Брандтом разработаны программы подготовки специалистов по физике твердого тела и физике низких температур, используемые в Университетах России и СНГ. Создан ряд оригинальных лекционных курсов. Удостоен званий «Отличник народного просвещения» (1971), «Отличник просвещения СССР» (1978), награждён почетной медалью за заслуги в развитии высшего образования в ГДР (1980). За педагогическую деятельность ему присвоено почетное звание «Заслуженный профессор МГУ» (1994) и звание лауреата Ломоносовской премии МГУ 1-й степени (1996). Брандтом создана одна из самых крупных научных школ СССР и России, насчитывающая 18 докторов и более 70 кандидатов наук.
Брандт является главой научной школы, им подготовлено более 70 кандидатов и 18 докторов наук. Он опубликовал свыше 650 научных работ, в том числе 9 учебников и монографий. Он — автор 34 патентов и изобретений. Ему присуждено почетное звание «Заслуженный изобретатель РСФСР» (1981) Действительный член Академии технологических наук РФ (1990), Президиума Академии инженерных наук РФ (1991), почётный член Российской академии естественных наук (1993), член бюро Научных советов РАН «Физики низких температур», «Физики высоких давлений», член бюро Европейского физического общества;

## Награды и премии
- Заслуженный деятель науки РСФСР (1983),
- Заслуженный профессор МГУ (1994).
- Государственная премия СССР (1982),
- Государственная премия РФ (1995),
- Премия им. М. В. Ломоносова за научные работы (1968),
- Премия им. М. В. Ломоносова (за педагогическую деятельность, 1996),
- Премия им. Папалекси
- Премия Минвуза СССР (1986).
- Орден Трудового Красного Знамени (за многолетнюю научно-педагогическую деятельность)[5]

### Личная жизнь
Первая супруга Николая Борисовича, Лямзина Галина Александровна, умерла в 1973 году. Вторая — Миронова Галина Александровна, доцент физического факультета МГУ, умерла в 2013 году. Сыновья: Александр и Николай (доцент физического факультета МГУ).

## Из библиографии
- Экспериментальные методы исследования энергетических спектров электронов и фононов в металлах : (Физ. основы / Н. Б. Брандт, С. М. Чудинов. — М.: Изд-во МГУ, 1983. — 405 с. : ил.; 22 см
- Электронная структура металлов : [Учеб. пос. для физ. спец. вузов] / Н. Б. Брандт, С. М. Чудинов. — Москва : Изд-во Моск. ун-та, 1973. — 332 с. : ил.; 22 см.
- Энергетические спектры электро нов и фононов в металлах : [Учеб. пос. физ. спец. вузов] / Н. Б. Брандт, С. М. Чудинов. — М.: Изд-во МГУ, 1980. — 340 с. : ил.; 22 см.
- Электроны и фононы в металлах : [Учеб. пос. для физ. спец. вузов] / Н. Б. Брандт, С. М. Чудинов. — 2-е изд., перераб. и доп. — М. : Изд-во МГУ, 1990. — 333,[1] с. : ил.; 22 см; ISBN 5-211-01088-4
- Electronic structure of metals / N. B. Brandt & S. M. Chudinov ; Transl. from the Russ. by V. Afanasyev. — Moscow : Mir, 1975. — 336 с. : ил.; 22 см.
- Nikolaĭ Borisovich Brandt, Sergeĭ Mikhaĭlovich Chudinov, Ya. G. Ponomarev. North-Holland, 1988 — Всего страниц: 550